# ليفانت نيوز
ليفانت مؤسسة إعلامية عربية مرخصة في لندن، وتصدر باللغتين العربية والإنجليزية، وتنشر أخبار يومية ودراسات دورية على موقع الصحيفة تعنى بالشأن العربي خصوصاً والغربي عموماً، كما يتفرع عنه مركز ليفانت للبحوث والدراسات.
تطبع ليفانت نسخة ورقية شهرية في لندن باللغتين العربية والإنكليزية، تصل للعديد من السفارات ومراكز الأبحاث في عدة عواصم أوروبية.

## التسمية
تسمية ليفانت تعني بلاد الشام بالإنجليزية والفرنسية).

## التأسيس
تأسست الصحيفة في 30 ديسمبر 2015، في لندن، من قبل ثائر عبد العزيز الحاجي وهو مواطن بريطاني من أصول سورية. في أبريل 2019 أعيدت هيكلة الصحيفة لتصدر بشكلها الحالي. نشرت قناة الحرة تقريراً عن الصحيفة ومؤسسها.

## بالأرقام
حسب الأرقام الموثقّة أن ترتيب جريدة ليفانت الإلكتروني يتأرجح بين 12000 و 14000 في ترتيب المواقع العالمي على مؤشر أليكسا العالمي.

## نشاطات المؤسسة
- في 15 نوفمبر 2019، عقدت ليفانت ندوة في لندن بعنوان «عين على الإخوان المسلمين» حضر الندوة مجموعة متنوعة من الباحثين المتخصصين في الإسلام السياسي وخبراء أمنيين وقانونيين من العرب والأجانب[5][6]
- في 5 نوفمبر 2020، عقدت صحيفة ليفانت بالتعاون مع مركز «دال» للأبحاث ندوة بحضور مدير تحريرها الصحفي شيار خليل حول الاستفزازات التركية في شرق المتوسط وذلك في العاصمة المصرية القاهرة.
- غطّت الصحيفة مجريات محاكمة كوبلنز في ألمانيا لبعض رموز النظام السوري المتهمين بتورطهم في جرائم ضد البشرية، وانفردت بالتغطية حتى أخر الجلسات وأصبحت ليفانت مصدراً لبعض الصحف والمواقع الاخبارية.[7]
- أقامت المؤسسة في آذار 2021 ندوة في مكتب الجريدة بمدينة القامشلي حول «مخاطر الإسلام السياسي ومآلاته في المنطقة».[8]
- نظمت المؤسسة ندوة بتاريخ 29 أغسطس 2021 في مكتب الصحيفة في مدينة القامشلي السوري بالتعاون مع منظمة «ماري» حول «توعية المواطنين خلال الحرب والسلم».[9]

## نقلوا عن ليفانت
العديد من الصحف العربية تحدثت عن ندوة ليفانت في برلين ومن اهمها التاليه: سكاي نيوز، الوطن السعودية،عكاظ السعودية، إشراق السعودية، الاتحاد الإماراتية، البيان الإماراتية، صوت الإمارات، حفريات المصرية، الأردن، جريدة 20 دقيقة المغربية، تراند العرب، المستقبل، البلد نيوز، مصر، نبض، العرب بوست نشرت فيديو عن الندوة، السهم اللبنانيه، المصري اليوم.

## الترخيص
الترخيص:
The Levant News Media International 

## روابط خارجية
- موقع صحيفة ليفانت الإلكترونية